# Ласло Біро

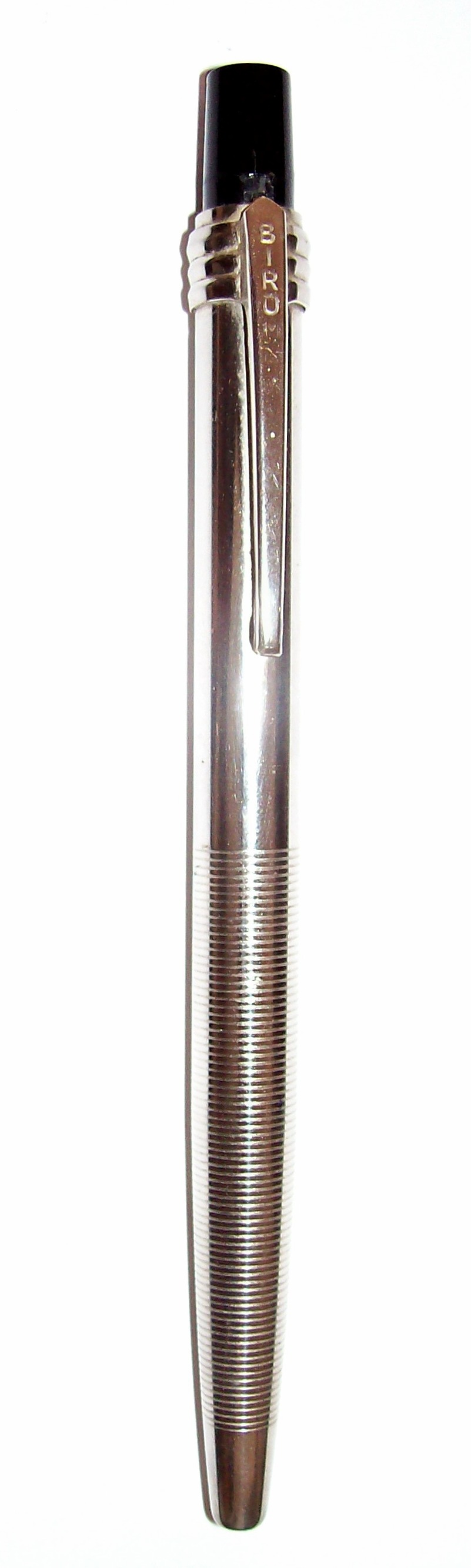
кулькова ручка "BIROme", вироблена в Аргентині

Ласло Йожеф Біро (угор. Bíró László József, ісп. Ladislao José Biro; 29 вересня 1899, Будапешт — 24 жовтня 1985, Буенос-Айрес) — журналіст, винахідник сучасної кулькової ручки (1931).

## Біографія
Народився в єврейській родині. Його батько, Мозеш Матяш Швайгер (угор. Schweiger Mózes Mátyás), відповідно до політики мадяризації вже після народження сина змінив прізвище на Біро. 
Вирішивши стати продовжувачем династії стоматологів вступив до медичнного інституту. Потім почав працювати  в нафтовій компанії і захопився автогонками. Розробив автоматичну коробку передач і продав патент на неї компанії General Motors.
З 1938 року жив у Парижі, з 1943 року — в Аргентині.
Ласло працював журналістом, а також цікавився живописом. Перш ніж серйозно присвятити себе журналістиці, перепробував найрізноманітніші заняття, включаючи гіпноз і автомобільні гонки.

## Історія винаходу
Спантеличений різницею в часі засихання друкарської фарби та чорнила авторучки з пером, Ласло Біро і його брат-хімік Георгій спробували оснастити авторучку крихітним кульковим підшипником, який успішно «витягував» друкарську фарбу в міру обертання. Так народилася знаменита «Біро». 
Брати запатентували винахід в Угорщині в 1938-му, а в 1940-му, рятуючись від нацистів, емігрували до Аргентини, де повторно запатентували кулькову ручку вже у 1943-му. Одним з їхніх перших клієнтів стали Королівські ВПС Великої Британії, захоплені прекрасною функціональністю «Біро» навіть на великій висоті. Незабаром назва «Біро» перетворилася в Британії на синонім кулькової авторучки. 
Перші «Біро», що надійшли в широкий продаж, були зроблені 1945 року. Водночас Біро продав ліцензію на виробництво кулькових ручок французу на ім'я Марсель Біш (Bich). Біш назвав свою компанію «ВІС» і, злегка модифікувавши модель Біро, запустив неймовірно дешеву шестигранну пластмасову кулькову авторучку в масове виробництво. 
Компанія «BiC» і донині все ще світовий лідер з виробництва та збуту кулькових ручок з щорічним обсягом продажів 1,38 мільярда євро. У 2005 році була продана їхня 100-мільярдна кулькова ручка. Бестселер продукції «ВІС» марка «Cristal» продається в кількості 14 мільйонів штук щодня. 
На знак поваги до Біро аргентинці (до речі, вони називають авторучки «birome») святкують національний День винахідника 29 вересня, в дату народження Біро.
6 грудня 2023 року з нагоди 80-річчя з дня винаходу кулькової ручки в Ужгороді встановлено міні-скульптуру «Ласло Біро» на честь винахідника Ласло Біро. Скульптура, створена відомим ужгородським скульптором Романом Мурником, за підтримки Генерального консульства Угорщини (в особі Йожефа Бочкаї) символізує руку винахідника Ласло Біро зі знаменитою ручкою-церузою «ВІС-біроме».